# Nārāyaṇa

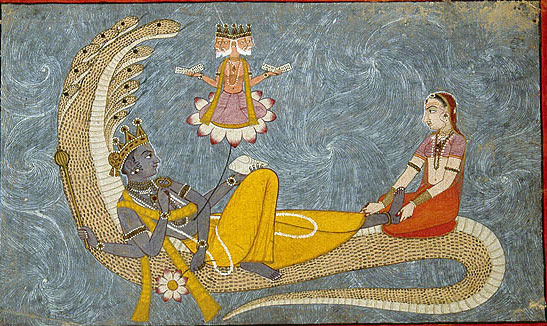
Nārāyaṇa, sdraiato sul Śeṣa, con Lakṣmī e Brahmā (XVIII secolo). In questa raffigurazione Nārāyaṇa è presentato al momento di una nuova era: dall'ombelico sorge un loto (che simboleggia l'avvio dell'emanazione) su cui è assiso Brahmā, il dio della emanazione, qui presentato con la barba e quindi come Pitāma (grande padre [degli dei]). Brahmā ha quattro volti, uno per ogni Veda da lui recitato: Est il Ṛgveda, Ovest il Sāmaveda, Nord lAtharvaveda, Sud lo Yajurveda. Dopo l'emersione di Brahmā si desta la paredra di Nārāyaṇa, la dea Lakṣmī che gli massaggia i piedi. La descrizione hindu del processo di genesi dell'universo, pur avendo origini vediche, si è definita con la letteratura raccolta nella Smṛti in particolar modo in quella puraņica.

Nārāyaṇa (devanāgarī: नारायण; anche Mahā Viṣṇu) è, nell'induismo, una manifestazione divina, solitamente identificata con Visnù.
La divinità di Nārāyaṇa è già presente nel Śatapatha Brāhmaṇa dove è indicato come il  Puruṣa supremo, l'"uomo" primordiale cosmico origine di tutte le cose.
Nel Manusmṛti così viene riportata l'origine del suo nome:
(Manusmṛti, I,10)
Il Mahābhārata lo indica come meta di tutti gli esseri. Anche per la Mahānārāyaṇa Upaniṣad è la divinità suprema. Con il Kathāsaritsāgara, XI secolo, egli è ormai definitivamente identificato con Visnù.
Quando, alla fine delle ere, Śiva distruggerà con il fuoco ogni cosa, riportando l'intero cosmo nello stato di latenza, questo stato è indicato come stato di Nārāyaṇa e, come Viṣṇu mantiene e presiede l'Universo, Nārāyaṇa mantiene e presiede la notte cosmica. Egli risiede nello stato yogico detto nidrā (dove conserva nella mente gli esseri del passato e quelli che nasceranno nel futuro), coricato sull'Oceano del diluvio subentrato alla distruzione di Śiva. Il suo giaciglio è rappresentato dal serpente Śeṣa (lett. "il resto", ovvero ciò che resta della distruzione, e quindi garanzia di un prossimo rinnovamento).